# Proteína de desacoplamento
Uma proteína de desacoplamento é uma proteína da membrana interna mitocondrial que pode dissipar o gradiente protónico antes que possa ser utilizado para providenciar energia para a fosforilação oxidativa.
Existem cinco tipos conhecidos em mamíferos:
- UCP1, também conhecida como termogenina
- UCP2
- UCP3
- SLC25A27, também conhecida como "UCP4"
- SLC25A14, também conhecida como "UCP5"

As proteínas de desaclopamento desempenham um papel fisiológico normal, tal como na hibernação, porque a energia é usada para gerar calor (ver termogénese) em vez de produzir ATP. no entanto, outras substâncias como o 2,4-dinitrofenol e a carbonilcianeto m-clorofenil-hidrazona também serve o mesmo papel de desaclopamento, e são considerada venenosas. O etanol e o ácido salicílico são também agentes de desaclopamento e podem acabar com o ATP no corpo e aumentar a temperatura corporal se tomados em excesso.